# Talaus sulcus
Talaus sulcus (Tang & Li, 2010) è un ragno appartenente alla famiglia Thomisidae.

## Etimologia
Il nome proprio deriva dall'aggettivo latino sulcus, cioè solco, gola, in riferimento ai pedipalpi, provvisti di una scanalatura tegolare con un marcato solco.

## Caratteristiche
Il paratipo femminile rinvenuto ha lunghezza totale è di 2,00mm; la lunghezza del cefalotorace è di 0,80mm e la larghezza è di 0,95mm.
L'olotipo maschile rinvenuto ha lunghezza totale è di 1,80mm; la lunghezza del cefalotorace è di 0,80mm e la larghezza è di 0,85mm.

## Distribuzione
La specie è stata reperita in Cina: nella Prefettura autonoma dai di Xishuangbanna, nello Yunnan.

## Tassonomia
Al 2015 non sono note sottospecie e dal 2010 non sono stati esaminati nuovi esemplari.